# Zborište (Velika Kladuša)
Zborište falu Bosznia-Hercegovinában, a Bosznia-hercegovinai Föderáció Una-Szanai kantonjában. Közigazgatásilag Velika Kladušához tartozik.

## Fekvése
Bosznia-Hercegovina északnyugati részén, Bihácstól légvonalban 39, közúton 59 km-re északra, Velika Kladušától légvonalban 17, közúton 26 km-re keletre levő dombos, erdős vidéken, a Glinica, a Bužimica és a Stabandža-patakok összefolyásánál és felettük emelkedő dombokon fekszik. Vizei közül a Prosinja több kis patakból ered, amelyek a banijai Previja-hegységben törnek fel, majd a Bužimski Potokba torkollik, amelyet Glinicának is neveznek. Crkvina-patakot a Stabanža fogadja be, és a Bužimskába ömlik. Stabanža és Prosinja között, a határ mentén található a Grljevac-hegy, a legmagasabb, 465 méteres csúcsával. Grljevac egyik lejtője a Bužimska völgyével párhuzamosan ereszkedik le. A Bužimska völgyében a Prosinja torkolata előtt található Dragojevac településrész. Grljevac magaslatain és lejtőin is házak állnak. A települést a Javoranj, a Bijelića Vrelo és a Pilipovića Potok források vizei látják el ivóvízzel. Zborište a Grljevac alatti házcsoportokból áll. Prosinja a Prosinja-patak közelében egy úti település benyomását kelti. Egy nagyobb házcsoport található Davidovića Brdón, míg Lončanik és Breze települések Varoška Rijeka mellett találhatók.

## Népessége
| Nemzetiségi csoport | Népesség 1991 | Népesség 2013 |
| ------------------- | ------------- | ------------- |
| Szerb               | 83            | 0             |
| Bosnyák             | 1242          | 1188          |
| Horvát              | 0             | 6             |
| Jugoszláv           | 0             | 0             |
| Egyéb               | 11            | 32            |
| Összesen            | 1336          | 1226          |

## Története
A hagyomány szerint Zborište a nevét onnan kapta, hogy a templom építése előtt az itteniek karácsonykor és húsvétkor imára gyűltek össze. Ezt a gyülekezőhelyet nevezték Zborištének, mely gyülekezőhelyet jelent. Lončanik nevű településén agyagedények maradványai található, mely egykori fazekasfalura (lončar = fazekas) utal. A település lakói az 1788 és 1792 közötti osztrák-orosz-török háború idején Banijába menekültek. Az eltűnt és elmenekült családokra emlékeztetnek a Bijelića Vrelo, Kalemberovo Brdo, Kajtezovac, Mihailevac, Radotinac, Bekino Groblje, Muždekina Njiva és Manduševac helynevek. Azóta sem  tudják, hogy mi történt velük.
Zborište első mecsete 1967-ben, mindössze hét hónap alatt épült fel. A megnyitó ünnepséget 1967. október 22-én tartották. A mecset építésére szolgáló telket Kovačević Husein adományozta. A mecsetet Šerif Alešević nyitotta meg, aki ebből az alkalomból 300 000 régi dinárt adományozott a mecsetnek. A mecset méretei 13 x 11 m, a minaret pedig 28 méter magas volt. A mecset megnyitóján mintegy tízezer látogató volt.
Kovačević efendi szerint a gyülekezetnek ma mintegy 550 háztartása és körülbelül 1100 tagja van.

## Oktatás
A településen a Crvarevaci Általános Iskola területi iskolája működik. Az épületet 2014-ben teljesen felújították.

## Nevezetességei
A mai mecsetet 2008-ban avatták fel. A mecsetben ma körülbelül 500 hívő fér el a vallási szertartásokon. A mecset központi fűtéssel, klímával, hangosítással, rendkívüli világítással rendelkezik, a mecset mellett a közelmúltban mintegy 500 négyzetméter parkolóhelyet aszfaltoztak le.